# GayVN Awards 2010

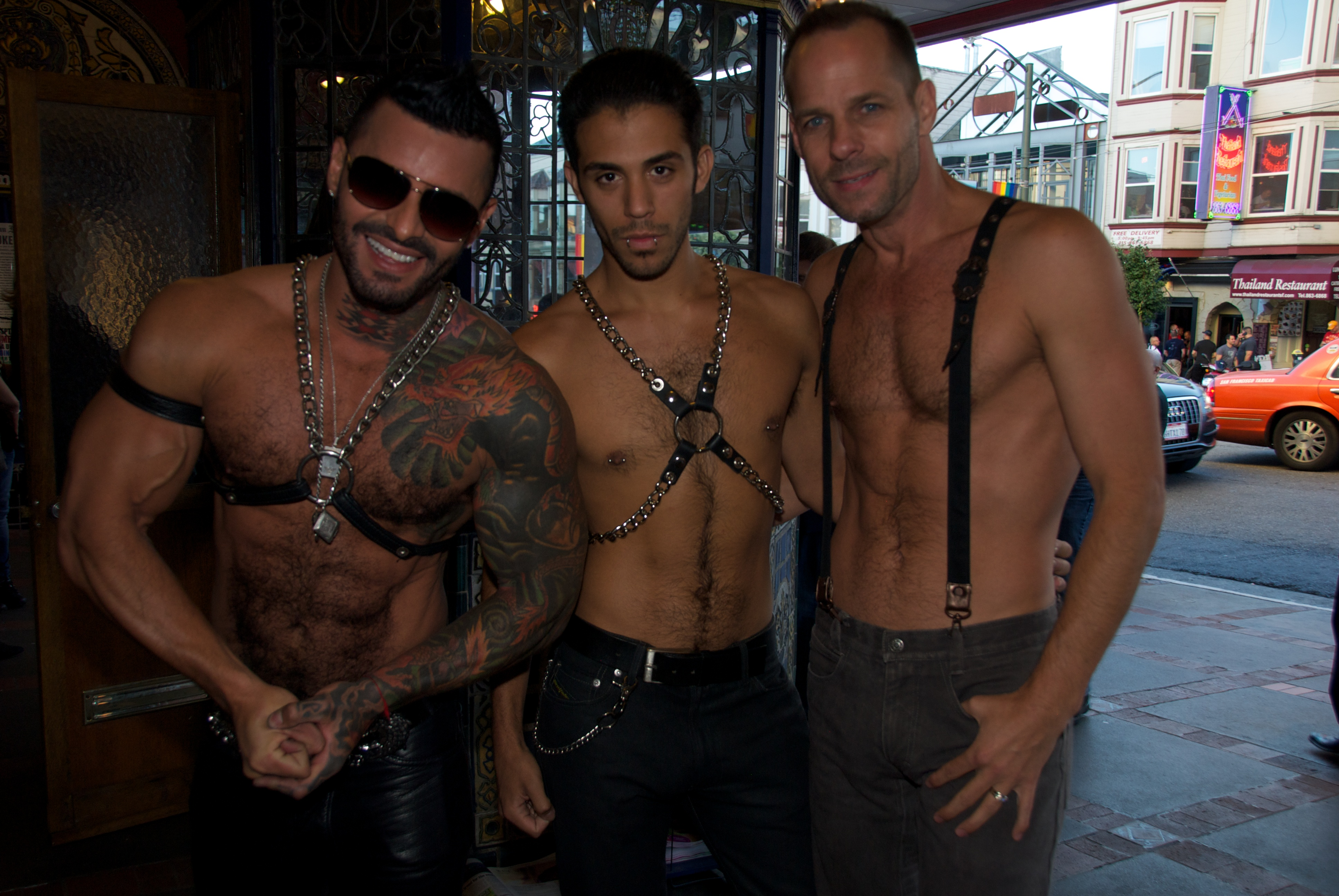
Alexsander Freitas, (a sinistra) e Michael Brandon (a destra) ai GayVN Awards 2010.

I premi della 12ª edizione dei GayVN Awards, premi dedicati alla pornografia gay, sono stati consegnati il 24 settembre 2010. La cerimonia, presentata da Alec Mapa, ha avuto luogo al Castro Theatre di San Francisco ed è stata successivamente trasmessa sul canale via cavo Showtime nel luglio 2011.

## Vincitori e candidati
I vincitori sono indicati in grassetto

### Best Actor
- Logan McCree - The Visitor (Raging Stallion)
- Allen Silver - Dad Takes a Fishing Trip (Dragon/Gage Media)
- Cole Streets - Focus/ReFocus (Raging Stallion Studios)
- Luke Marcum - Whorrey Potter and the Sorcerer's Balls (Dominic Ford)
- Steven Tyler - HouseBoy (DreamBoy Productions/Eurocreme)
- Wilfried Knight - Obsession (Lucas Entertainment)

### Best All-Sex Video
- Tropical Adventure (Sarava Productions/Kristen Bjorn)
- 5 Americans in Prague (Bel Ami Entertainment)
- Hot Bods (COLT Studio Group)
- Inside Israel (Lucas Entertainment)
- Reckless (Hot House Entertainment)
- Tales of the Arabian Nights (Raging Stallion)

### Best Alternative Release
- Men in Stockings (Lucas Entertainment)
- Brief Encounters (Pantheon Productions)
- Buck Angel's Ultimate Fucking Club (Buck Angel Entertainment)
- John (Glitter Films)
- Muscle Bears on the Prowl (Pacific Sun Entertainment)
- Pirate's Booty (Adult Source Media)
- The Tragical History of Doctor Faustus (Boulevard Distribution)

### Best Amateur/Pro-Am Release
- Brent Corrigan's Big Easy (Prodigy Pictures/Dirty Bird Pictures)
- Argentina (World of Men)
- Battle Cry 3 (Active Duty Productions)
- Dressed (down & dirty) (UK Naked Men)
- Stag Reel (Stag Homme Studios)

### Best Cumshot
- Rafael Alencar - Wall Street (Lucas Entertainment)
- Dan Rhodes - Ink Stain (Raging Stallion)
- Josh West - Dad Takes a Fishing Trip (Dragon/Gage Media)
- Manuel Lopez - Stag Fight (Stag Homme)
- Spencer Reed - The Trap (Raging Stallion)

### Best Director
- Chris Ward, Ben Leon e Tony DiMarco - Focus/ReFocus (Raging Stallion)
- Joe Gage - Dad Takes a Fishing Trip (Dragon/Gage Media)
- Astrid Glitter - John (Glitter Films)
- Brian Mills - Distraction (TitanMen)
- Chi Chi LaRue - Taken: To the Lowest Level (Rascal Video)
- John Rutherford - Hot Bods (COLT)
- Kristofer Weston - Lotus (Buckshot Productions)
- Lucas Kazan  - Rough/Tender (Lucas Kazan Productions)
- Michael Lucas, mr. Pam, Nate MacNamara - Obsession (Lucas Entertainment)
- Steven Scarborough - Skuff 4 (Hot House)
- Strongboli - Love Addiction (Sarava/Kristen Bjorn Production)
- Wendy Crawford - Pirate's Booty (Adult Source Media)

### Best Duo Sex Scene
- Tony Buff e Will Parker - Folsom Flesh (TitanMen)
- Benjamin Bradley e Nelson Troy - Tread Heavy (Rascal)
- Brian Bennet e Brandon Manilow - Seriously Sexy Part One (Bel Ami)
- Derrek Diamond e Alexsander Freitas - Diamond Auto (Raging Stallion)
- Jonathan Agassi e Matan Shalev - Men of Israel (Lucas Entertainment)
- Paris e Venom - Queens Plaza Pickup 3 (Real Urban Men Productions)

### Best Feature Release
- Focus/ReFocus (Raging Stallion)
- Asylum (Falcon Studios)
- Dad Takes Fishing Trip (Dragon/Gage Media)
- HouseBoy (DreamBoy/Eurocreme)
- Obsession (Lucas Entertainment)
- Overdrive (Titan)
- Taken: To the Lowest Level (Rascal)

### Best Fetish Release
- Skuff 4 (Hot House)
- Bound Gods (Kink.com)
- Darkroom (Mustang Studios)
- Shock Treatment  (TitanMen Rough)
- Slick Dogs (TitanMen)

### Best Group Sex Scene
- Intero cast - Black Balled 7: Jail Slammed (All Worlds Video)
- Alexsander Freitas, Dominic Pacifico, Spencer Reed - Adrenaline (Mustang)
- Arthur Gordon, Gustavo Arango, Ricci Julian, Jean Franko, Bruno Jones, Dany Vargas - Pride, Part 2 (Sarava/Kristen Bjorn)
- Jean-Daniel Chagall, Brandon Manilow, Alex Orioli, Ariel Vanean - Step by Step: Jean-Daniel Chagall (Bel Ami)
- Shane Risk, Josh West, Tyler Saint, Chad Manning, Philip Aubrey - Taken: To the Lowest Level (Rascal)
- Steve Cruz, Damien Crosse, Wilfried Knight, Francesco D'Macho - Focus/ReFocus (Raging Stallion)

### Best HD Feature
- Flux (Titan)
- Folsom Flesh  (Titan)
- Inside Israel (Lucas Entertainment)
- Lost at Sea (Diamond Pictures)
- Lotus (Buckshot)

### Best Marketing - Company Image
- Bel Ami Entertainment
- Athletic Model Guild
- COLT Studio Group
- Jet Set Men
- Lucas Entertainment
- Raging Stallion Studios
- Titan Media

### Best Newcomer
- Conner Habib
- Alessio Romero
- Jonathan Agassi
- Kris Evans
- Race Cooper
- Spencer Reed
- Will Parker

### Best Sex Comedy
- Whorrey Potter and the Sorcerer's Balls (Dominic Ford)
- Getting Levi's Johnson (Jet Set Men)
- Jersey Score (Jet Set Men)
- That 70's Gay Porn Movie (Randy Blue Productions)
- Twinkblood (BoyLair Studios/SaggerzSkaterz Studio)

### Best Solo Performance
- Adam Killian - Taken: To the Lowest Level (Rascal)
- Jimmy B.I.G. - NakedAmericanMales Volume One (The O'Malley Studio)
- Ethan Storm - Wall Street (Lucas Entertainment)
- Landon Mycles - Straight Edge 4 (Jet Set Men)
- Logan McCree - The Visitor (Raging Stallion)

### Best Supporting Actor
- Steve Cruz - Focus/ReFocus (Raging Stallion)
- Andrew Justice - Dad Takes Fishing Trip (Dragon/Gage Media)
- Ben Andrews - Wall Street (Lucas Entertainment)
- Matthew Rush - Whorrey Potter and the Sorcerer's Balls (Dominic Ford)
- Philip Aubrey - Taken: To the Lowest Level (Rascal)

### Best Videography
- Ben Leon e Tony DiMarco - Focus/ReFocus (Raging Stallion)
- Jonno - Dressed (down & dirty) (UK Naked Men)
- Paul Wilde e Jeff Slurry - Flux (Titan)
- mr. Pam - Inside Israel (Lucas Entertainment)
- Kristen Bjorn - Tropical Adventure, Parts 1 & 2 (Sarava/Kristen Bjorn)

### Best Web-to-DVD Release
- Summer Recruits (Active Duty)
- Bound Gods (Kink.com)
- Fuck Your Friends! (Jake Cruise Media)
- Hard Friction (Hard Friction)
- Stag Reel (Stag Homme)
- That 70's Gay Porn Movie (Randy Blue)

### Performer of the Year
- Wilfried Knight
- Dean Flynn
- Kyle King
- Steve Cruz
- Tony Buff

### Best Affiliate Program
- C1R
- Buddy Profits
- Kinky Dollars
- Video Secrets

### Best Blog/Gossip Site
- TheSword.com
- Gay.Fleshbot.com
- Queerclick.com
- TowleRoad.com

### Best Genre Site
- AthleticModelGuild.com
- AdultSourceMedia.com
- I'mAMarriedMan.com
- JizzAddiction.com
- UKNakedMen.com

### Best Live Webcam/Webshow
- Live & Raw (LiveAndRaw.com)
- Active Duty LIVE (ActiveDuty.com)
- Cam4.com
- CameraBoys.com
- Hot House Dungeon LIVE! (Dungeon.HotHouse.com/live)

### Best Porn Star Site
- BrentEverett.com
- CollinONeal.com
- StagHomme.com
- TheNewBrentCorrigan.com

### Best Web-Based Marketing/Promotion
- Channel 1 Releasing
- Athletic Model Guild
- Jet Set Men
- Lucas Entertainment

### Web Performer of the Year
- Brent Corrigan
- Brent Everett
- Damien Crosse e Francesco D'Macho
- Kayden Saylor
- Tommy Defendi

### Website of the Year
- RandyBlue.com
- CockyBoys.com
- HardFriction.com
- StagHomme.com
- Suite703.com
- UKNakedMen.com

### Personality of the Year
- Sister Roma
- Chi Chi LaRue
- Jason Sechrest

### Best Top
- Trevor Knight

### Best Bottom
- Brent Corrigan

### Best Versatile Performer
- Matthew Rush

### Overall Fan Favorite
- Brent Everett

### Best Renting Title of 2009
- Steven Daigle: XXX Posed (Rascal Video)

### Trailbrazer Award
- Sharon Kane

### Lifetime Achievement
- Pat Rocco

### Hall of Fame
- Bill Marlowe
- Mike Donner
- Ryan Block
- Mickey Skee
- Matthew Rush